# Eupogonius stellatus
Eupogonius stellatus là một loài bọ cánh cứng trong họ Cerambycidae.